# Lucius Cornelius Sisenna
Lucius Cornelius Sisenna (* spätestens 118 v. Chr.; † wohl 67 v. Chr.) war ein römischer Senator, Redner und Schriftsteller.

## Leben
Er stammte aus einer senatorischen Familie etruskischer Herkunft und leistete unter Sulla Militärdienst im Bundesgenossenkrieg. Ob er in den 80er Jahren in Rom oder mit Sulla im Osten war, ist ungeklärt. Er wurde 78 v. Chr. Prätor, anschließend wohl Statthalter in Sizilien. Im Jahr 70 v. Chr. war er an der Verteidigung des Verres beteiligt.
67 v. Chr. führte er als Legat des Pompeius im Seeräuberkrieg das Kommando in Griechenland und erlag auf Kreta einer Krankheit.

## Werk
Sisenna war als Rhetor zwar tüchtig, aber nicht hervorragend. Ihm wird eine lateinische Übersetzung der Milesiaka des Aristeides von Milet zugeschrieben.
Allgemein anerkannt war sein zeitgeschichtliches Werk (Historiae) in mehr als 13 Bänden über den Bundesgenossenkrieg, die Herrschaft der Anhänger des Gaius Marius und die Diktatur Sullas, von dem etwa 140 (meist sehr kurze) Fragmente erhalten sind. Das letzte datierbare Fragment handelt vom November 82 v. Chr., aber das Werk reichte wohl bis 79/78 v. Chr., so dass sich die Historiae des Sallust unmittelbar anschließen. Die detailreiche Darstellung berücksichtigte militärische Ereignisse ebenso wie Innenpolitik und bediente sich der dramatischen Mittel der hellenistischen Historiographie (Träume, Reden); Cicero kritisiert die einseitige Anlehnung an Kleitarchos. Die Sprache verbindet vorklassische Vielseitigkeit mit Einflüssen der zeitgenössischen Doktrin: analogistische Formen und Neologismen neben rhetorischen Figuren in den Reden.
Die prosullanische Haltung beeinträchtigte die Wertschätzung des Werkes nicht. Nach Cicero übertraf Sisenna alle seine Vorgänger: Er wurde von Sallust und Titus Livius benutzt und auch die Archaisten der Kaiserzeit griffen auf ihn zurück.